# Gaimersheim
Gaimersheim è un comune-mercato di 12 436 abitanti, situato nel Land tedesco della Baviera.